# Голкошерст канадський
Голкошерст канадський (Erethizon dorsatum Linne) — вид гризунів родини Голкошерстові (Erethizontidae). Єдиний сучасний вид роду голкошерст (Erethizon).

## Поширення
Рідними країнами для нього є Канада, США, північні прикордонні території Мексики. Проживають в різних природних зонах: густі ліси, тундра, луки та пустельні чагарники. Висота проживання над рівнем моря: 600 — 1300 м.

## Зовнішня морфологія
Це великий гризун з гострими голками на спині, боках і хвості; вони зазвичай жовтуваті, надаючи тварині жовтуватий або жовтувато-коричневий зовнішній вигляд. Середні розміри, самці: загальна довжина 808 мм, хвоста — 235 мм, задні ноги — 98 мм; самки: 737, 230 і 81 мм відповідно. Вага 5—11 кг. Один північноамериканський голкошерст може мати до 30 тисяч колючок, 7,5 см довжини, які використовуються для оборони.

## Раціон
Раціон має сильну сезонну відмінність. У зимовий період споживає в першу чергу кору, камбій і флоему дерев, таких як тсуга східна (Tsuga canadensis), тсуга західна (Tsuga heterophylla), клен цукровий (Acer saccharum) і псевдотсуга. Голкошерсти часто годуються на одному дереві, в результаті спричиняючи йому великі ушкодження або смерть. Навесні й улітку вони в основному харчуються на землі корінням, пагонами, листям, ягодами, насінням і травами.

## Поведінка
Веде в основному нічний спосіб життя. Типова поведінка оборони є розвертання спиною до хижака і розмахування хвостом, який має високу концентрацію колючок. Один з небагатьох і в той же час основний ворог для цього голкошерста — куниця-рибалка (Martes pennanti).

## Життєвий цикл
Розмноження відбувається восени або на початку зими. Після відносно тривалої вагітності, самки народжують одне дитинча навесні або на початку літа. Народження більше одного малюка це рідкість. Вагітність триває 209—217 днів. При народженні дитинча голкошерста важить близько 450 г і це більше, ніж важить новонароджений чорний ведмідь. Новонароджений покритий гарним шаром чорного волосся, колючки добре розвинені (м'які при народжені, але твердіють протягом перших годин життя), очі й вуха повнофункціональні, різці і деякі корінні зуби прорізані. Як правило, вигодовування триває недовго й незабаром після народження маля починає харчуватися рослинністю, і незабаром повністю переходить на самостійне харчування. Молоді голкошерсти ростуть повільно в порівнянні з більшістю гризунів; самки стають статево зрілими на свою другу осінь, коли вони важать близько 4 кг. Голкошерсти живуть відносно довго, понад 10 років у природних умовах.